# Czesław Porębski
Czesław Jan Porębski (ur. 3 czerwca 1945 w Bielanach), profesor, wykładowca Uniwersytetu Jagiellońskiego i Wyższej Szkoły Europejskiej im. ks. Józefa Tischnera. 

## Życiorys
Ukończył prawo (1969) i filozofię (1973) na Uniwersytecie Jagiellońskim w Krakowie. Doktorat uzyskał w 1975 roku w Uniwersytecie Łódzkim – habilitację w 1987 na UJ. Staż asystencki w UJ odbył w Katedrze Historii Doktryn Politycznych i Prawnych prof. dr. Konstantego Grzybowskiego, w latach 1972–1973 asystent na Uniwersytecie Łódzkim, w Katedrze Etyki prof. dr. Iji Lazari-Pawłowskiej. W latach 1973–2005 pracownik Akademii Ekonomicznej w Krakowie, w Katedrze Filozofii (kierowanej przez prof. dr. Adama Węgrzeckiego). W latach 1999–2004 profesor filozofii społecznej i politycznej w International Academy of Philosophy w Liechtensteinie, w latach 2000–2004 prorektor tejże. W roku 2000 otrzymał tytuł profesora nauk humanistycznych. Obecnie kierownik Katedry Filozofii Europejskiej w Instytucie Europeistyki Uniwersytetu Jagiellońskiego.
Jest również wykładowcą (visiting professor) m.in. w Grazu, Trento i Fryburgu Szwajcarskim. Zajmuje się filozofią społeczną, teorią wartości i etyką. Członek Zarządu Ośrodka Myśli Politycznej oraz rad redakcyjnych „Civitas” (Warszawa) i „Ethical Perspectives” (Leuven). 
Członek honorowy Klubu Jagiellońskiego.

## Wybrane publikacje
- Umowa społeczna w świetle teorii decyzji (1986)
- Polish Value Theory (1996)
- Czy etyka się opłaca? (1997)
- Umowa społeczna. Renesans idei (1999)
- Na przykład Szwajcarzy... (1994)
- O Europie i Europejczykach (2000)
- Co nam po wartościach? (2001)

## Tłumaczenia
- F. Brentano, O źródle poznania moralnego (1989)
- O. Höffe, Etyka państwa i prawa (1992)
- Chantal Millon-Delsol, Zasada pomocniczości (1995)